# 포투나토 아레나
포투나토 아레나(Fortunato Arena, 1921년 5월 23일 ~ 1994년 3월 7일)는 이탈리아의 배우, 영화배우이다. 카탄차로에서 태어났으며 로마에서 사망하였다.

## 영화
- 살라맨더 (1981년)
- 스윗치 (1977년)
- 찰리와 써니 (1973년)
- 프랑크와 토니 (1973년)
- 신디케이트 워 (1973년)
- 누가 톰을 서부로 보냈나 (1972년)
- 튜니티라 불러다오 (1972년)
- 더 스태츄 (1971년)
- 립 오프 (1971년)
- 뜨거운 태양 (1971년)
- 위대한 침묵 (1968년)
- 슈가 콜트 (1966년)
- 바그다드의 도둑 (1961년)